# 세드룬역
세드룬역(이탈리아어: Sedrun)은 스위스 그라우뷘덴주 투예치 계곡의 세드룬 마을에 서비스를 제공하는 미터궤 기차역이다. 이 역은 오버알프 고개의 동쪽 끝에 있다. 이 노선은 발레주의 브리크, 우리주의 안데르마트를 경유하여, 우리주의 괴세넨으로 오버알프 고개를 넘어 그라우뷘덴주의 세드룬 및 디젠티스/무쉬테를 연결하는 푸르카 오버알프 철도(FO)의 일부를 형성한다.
2003년 1월 1일부터 FO는 FO와 BVZ(Brig-Visp-Zermatt 철도) 간의 합병에 따라 마터호른 고트하르트 철도(MGB)가 소유, 운영하고 있다.

## 운행편
MGB는 세드룬을 통해 안데르마트와 디젠티스/무쉬테 사이에서 시간 간격으로 지역 서비스를 운영한다. 이 서비스는 브리크 광장 및 괴세넨으로 운영되는 다른 MGB 지역 서비스와 안데르마트에서 연결된다. 그들은 또한 래티셰 철도에 의해 운영되고 더 동쪽으로 향하는 유사한 시간당 지역 서비스로 디젠티스/무쉬테에서 연결된다.
또한 오버알프 고개 도로의 겨울 폐쇄 기간 동안 MGB는 오버알프 고개를 통해 안데르마트와 세드룬 사이에 차량 셔틀 열차를 자주 운행한다.
매일 여러 개의 빙하특급 열차가 세드룬을 통과하지만, 거기에서 정차하지 않는다.

## 같이 보기
- 오버알프 고개
- 마터호른 고트하르트 철도
- 푸르카 오버알프 철도